# インド児童映画協会
インド児童映画協会（インドじどうえいがきょうかい、Children's Film Society India）は、かつてインド情報・放送省に存在した部局で、児童映画やテレビ番組を製作した機関。1955年に設立され、ムンバイに本部が置かれていた。

## 歴史
インドの児童向けの専門映画製作機関の概念は初代首相ジャワハルラール・ネルーによって提唱され、1955年5月11日にインド児童映画協会が設立され、H・N・クンズルが初代会長に就任した。1956年に協会が製作した最初の映画『Jaldeep』が公開され、同作はキダール・シャルマが監督を務め、マーラー・シンハーが出演している。
会長の任期は1期3年で、過去にサーイ・パランジパーイー（2期） 、ナフィーサー・アリー（2005年-2008年）、ナンディタ・ダス（2008年-2012年）、アモール・グプテ（2012年-2015年）、ムケーシュ・カンナー（2015年-2018年）が会長を務めた。
2020年12月にインド児童映画協会の機能をインド国立映画開発公社に統合することが決定し、2022年3月に同協会は廃止された。

## 活動
主な活動としてインドの様々な言語を活用した長編映画、短編映画を製作が挙げられ、製作費の援助や映画の配給も行っていた。2007年までの時点で長編映画114本、短編アニメーション映画45本、人形劇映画9本、短編ドキュメンタリー映画・ニュースマガジン52本を製作している。またインド国際児童映画祭を主催しており、協会が製作した映画はインド国外の映画祭で上映され、多くの映画賞を受賞していた。

## 主なフィルモグラフィー
- Jaldeep（1956年）
- Jaise Ko Taisa（1965年）
- Charandas Chor（1975年）
- Potli Baba Ki（1991年）
- Halo（1996年）
- Baaja（2002年）
- Heda Hoda（2003年）
- Lilkee（2006年）
- Mahek（2007年）
- Manpasand – the Perfect Match（2007年）
- Putaani Party（2009年）
- Harun-Arun（2009年）
- Gattu（2012年）